# Linktext
Als Linktext, Verweistext oder Ankertext bezeichnet man Text, der in einem Hypertext-Dokument als Hyperlink fungiert. Der Text ist mit einem Verweis auf eine Zieladresse (Link) verbunden. Linktext und Zieladresse werden bei einem Hyperlink separat angegeben.
Der Linktext wird meist farbig und/oder unterstrichen dargestellt, vorzugsweise so, dass er sich vom normalen Textbild deutlich abhebt. Bereits besuchte Links werden teilweise in einer weiteren Farbe angezeigt.

## Beispiel
Ein Beispiel für das Verhältnis von Zieladresse und Linktext in HTML – als Quelltext ist:
```
<
a
 
href
=
"http://example.com"
>
Linktext
</
a
>

```

Im Dokument wird dann nur der beschreibende Linktext angezeigt, die Zieladresse bleibt im Textfluss verborgen:
```
Linktext
```

Bei den meisten Webbrowsern wird sie beim Überfahren mit dem Mauszeiger in der Statusleiste oder als Tooltip angezeigt. Das in diesem Beispiel sichtbare Symbol hinter dem Link ist kein Standard. Es wird automatisch zur Markierung von Links, die zu Websites außerhalb von Wikipedia führen, von der Wikipedia-Software per Cascading Style Sheets eingefügt.

## Aussagekraft und Zugänglichkeit
Für die Informationsarchitektur von Websites sind Linktexte von besonderer Bedeutung. Sie stellen einen Kontext dar, der die Erwartung des Lesers darüber bestimmt, worauf ein Hyperlink verweist. Daher sollte für den Linktext ein möglichst aussagekräftiger Text verwendet werden. Links, die mit „auf der Seite“, „klick mich“ oder „hier“ beschriftet sind, geben dem Nutzer keine Auskunft darüber, welche Seite verlinkt wurde. Suchmaschinen legen bei ihrem Suchmaschinenranking großes Gewicht auf im Linktext enthaltene Informationen.
Darüber hinaus spielt ein aussagekräftiger Linktext auch für ein von blinden Menschen nutzbares Barrierefreies Internet eine Rolle. Werden dabei Links mit der Tabulatortaste durchgeblättert und vom Screenreader vorgelesen, kann der Besucher nicht erkennen, wohin der Link führt. Außerdem sollten alle Links mit demselben Linktext auch auf dieselbe Seite führen.
Bei einer Google-Bombe wird der Linktext manipulativ eingesetzt um eine bestimmte, aufzufindende Webseite mit diffamierenden Schlagworten in Verbindung zu bringen.

## Aussehen
Abhängig von der Voreinstellung des verwendeten Webbrowsers oder Programms, das Hyperlinks unterstützt, ist der Linktext unterschiedlich gefärbt, mitunter auch unterstrichen oder anderweitig ausgezeichnet (Versalien, fett, kursiv, überstrichen usw.). Der Anwender kann normalerweise die Einstellung nach seinen eigenen Vorstellungen ändern.
Viele Webbrowser lassen sich auch so einstellen, dass die Auszeichnungsangaben der anzuzeigenden Seiten in jedem Fall ignoriert werden. Das kann sinnvoll sein, wenn der Besucher die selbstgewählten Präferenzen den unter Umständen schlecht lesbaren Vorgaben des Webdesigners vorzieht.

## Programmierung

### HTML
Neben der Voreinstellung kann die zugeordnete Farbgebung durch HTML-Code beeinflusst werden. Hierfür dienen die im body-Element zu notierenden Attribute link für die Farbe für Links noch nicht besuchter Ziele, vlink für die Farbe für Links bereits besuchter Ziele und alink für die Farbe für aktivierte Verweise:
```
<
body
 
link
=
"Wert"
 
vlink
=
"Wert"
 
alink
=
"Wert"
 
/>

```

Für „Wert“ können zwei verschiedene Notationsformen verwendet werden:
- "#XXXXXX" ist eine hexadezimal notierte RGB-Farbe (zum Beispiel #FF0000 für Rot, #003597 für grünliches Blau oder auch in kürzerer Form: #707 für dunkelviolett). Beispiel:

```
<
body
 
link
=
"#FF0000"
 
vlink
=
"#003597"
 
alink
=
"#707"
 
/>

```

- "farbname" ist die Alternative mit einem erlaubten Farbnamen (zum Beispiel red, navy, green); zu Details siehe: Webfarbe#CSS 3. Beispiel:

```
<
body
 
link
=
"red"
 
vlink
=
"navy"
 
alink
=
"green"
 
/>

```

Diese Methode ist allerdings veraltet. In letzter Zeit wird vermehrt CSS für die Gestaltung von HTML-Seiten und damit auch für die der Links verwendet.

### Cascading Style Sheets
Mit CSS lassen sich die Darstellungseigenschaften von Links noch flexibler beeinflussen, spezifisch für a-Elemente sind hier die Pseudoklassen :link für Links noch nicht besuchter Ziele und :visited für Links bereits besuchter Ziele:
```
a
:
link
    
{
 
color
:
 
#FF0000
;
 
}

```

```
a
:
visited
 
{
 
color
:
 
#00FF00
;
 
}

```

### Wikitext
In Wikitext, die beispielsweise von Wikipedia verwendet wird, ist die Zieladresse oft bewusst mit dem Linktext identisch: [[Zieladresse]] wird dann angezeigt als Zieladresse. Es ist aber auch möglich, mit der so genannten Pipe-Syntax explizit einen Linktext anzugeben: [[Zieladresse|Linktext]] wird dann angezeigt als Linktext, verweist aber tatsächlich auf die Zieladresse. Die Angaben dienen nur der Bequemlichkeit und besseren Übersicht bei der Eingabe und werden für den Webbrowser in normale HTML-Links umgesetzt.